# Ołeksandr Pryzetko
Ołeksandr Serhijowycz Pryzetko, ukr. Олександр Сергійович Призетко, ros. Александр Сергеевич Призетко, Aleksandr Sergiejewicz Prizietko (ur. 31 stycznia 1971 w Izmaile w obwodzie odeskim, Ukraińska SRR) – ukraiński piłkarz, grający na pozycji pomocnika, a wcześniej napastnika, reprezentant Ukrainy, trener piłkarski.

## Kariera piłkarska

### Kariera klubowa
W wieku 14 lat wstąpił do SDJuSzOR Czornomoreć Odessa, skąd po roku, w wyniku kontuzji, powrócił do Izmaiła. Następnie został przyjęty do Internatu Sportowego w Charkowie. W 1988 rozpoczął karierę piłkarską w klubie Majak Charków, skąd przeszedł do Metalista Charków. W 1993 został piłkarzem Dynamo Kijów, a dwa lata później został sprzedany do rosyjskiego klubu Dinamo-Gazowik Tiumeń. W 1997 przeniósł się do Torpeda Moskwa, ale po zmianie trenera stracił miejsce w podstawowym składzie i przeszedł do Arsenału Tuła. Trzy lata później został piłkarzem Czernomorca Noworosyjsk. W 2004 powrócił do Metalista Charków, a w 2005 zakończył w nim karierę piłkarską.

### Kariera reprezentacyjna
26 sierpnia 1992 debiutował w reprezentacji Ukrainy w meczu towarzyskim z Węgrami, przegranym 1:2.

## Kariera trenerska
Po zakończeniu kariery zawodniczej rozpoczął karierę trenerską. Najpierw od 2011 szkolił dzieci w Szkole Sportowej w Lubotynie. W 2015 stał na czele młodzieżowej drużyny Metalista Charków, a od 18 kwietnia do końca maja 2016 pełnił obowiązki głównego trenera Metalista Charków. 16 sierpnia 2016 został mianowany na stanowisko głównego trenera klubu Metalist 1925 Charków. 26 września 2017 za obopólną zgodą kontrakt został anulowany. 27 grudnia 2017 stał na czele Polissia Żytomierz. 16 sierpnia 2018 został z niego zwolniony.

## Sukcesy i odznaczenia

### Sukcesy klubowe
- mistrz Ukrainy: 1994, 1995
- finalista Pucharu Ukrainy: 1992
- finalista Pucharu Rosji: 2003